# خوان ريوس
خوان ريوس (بالإنجليزية: Juan Ríos) هو لاعب كرة قاعدة أمريكي، ولد في 14 يونيو 1942 في ماياجويز في الولايات المتحدة، وتوفي بنفس المكان في 28 أغسطس 1995.

## وصلات خارجية
- خوان ريوس على موقعبيزبول رفرنس.كوم (الدوري الرئيسي) (الإنجليزية)
- خوان ريوس على موقعبيزبول رفرنس.كوم (الدوري الثانوي) (الإنجليزية)